# Adnan al-Ghoul
Adnan Al-Ghoul, né le 24 juillet 1962 et mort le 21 octobre 2004 à Gaza, (en arabe: عدنان الغول) a été l'assistant de Mohammed Deif, le chef des Brigades Izz al-Din al-Qassam, la branche armée du Hamas. Il a été tué dans un assassinat ciblé avec Imad Abbas (en) quand un hélicoptère AH-64 Apache israélien a tiré des missiles sur leur voiture dans la bande de Gaza, le 21 octobre 2004. Il est considéré comme un martyr par les membres du Hamas.